# 24h Le Mans 1967

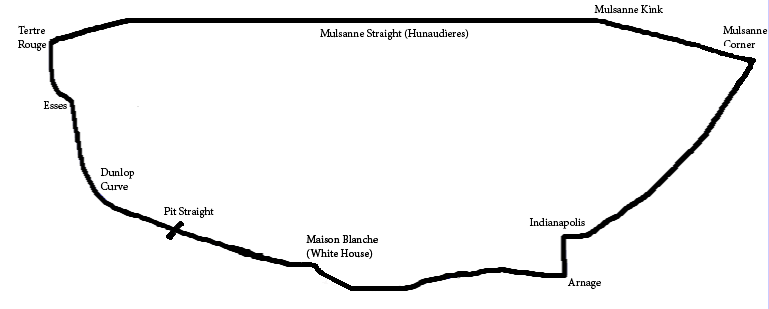
Tor Circuit de la Sarthe

24h Le Mans 1967 – 24–godzinny wyścig rozegrany na torze Circuit de la Sarthe w dniach 10–11 czerwca 1967 roku.

## Wyniki
Źródło: experiencelemans.com
| Poz. | Klasa  | Nr | Zespół                         | Kierowcy                            | Nadwozie                     | Silnik                  | Okr. |
| ---- | ------ | -- | ------------------------------ | ----------------------------------- | ---------------------------- | ----------------------- | ---- |
| 1    | P +5.0 | 1  | Shelby-American Inc.           | Dan Gurney A.J. Foyt                | Ford GT40 Mk.IV              | Ford 7.0L V8            | 388  |
| 2    | P 5.0  | 21 | SpA Ferrari SEFAC              | Ludovico Scarfiotti Mike Parkes     | Ferrari 330 P4               | Ferrari 4.0L V12        | 384  |
| 3    | P 5.0  | 24 | Equipe Nationale Belge         | Willy Mairesse Jean Blaton          | Ferrari 330 P4               | Ferrari 4.0L V12        | 377  |
| 4    | P +5.0 | 2  | Shelby-American Inc.           | Bruce McLaren Mark Donohue          | Ford GT40 Mk.IV              | Ford 7.0L V8            | 359  |
| 5    | P 2.0  | 41 | Porsche System Engineering     | Jo Siffert Hans Herrmann            | Porsche 907/6L               | Porsche 2.0L Flat-6     | 358  |
| 6    | P 2.0  | 38 | Porsche System Engineering     | Rolf Stommelen Jochen Neerpasch     | Porsche 910/6K               | Porsche 2.0L Flat-6     | 351  |
| 7    | S 2.0  | 37 | Porsche System Engineering     | Vic Elford Ben Pon                  | Porsche 906K Carrera 6       | Porsche 2.0L Flat-6     | 327  |
| 8    | S 2.0  | 66 | Christian Poirot               | Christian Poirot Gerhard Koch       | Porsche 906 Carrera 6        | Porsche 2.0L Flat-6     | 321  |
| 9    | P 1.3  | 46 | Société des Automobiles Alpine | Henri Grandsire José Rosinski       | Alpine A210                  | Renault-Gordini 1.3L I4 | 321  |
| 10   | P 1.3  | 49 | Ecurie Savin-Calberson         | André de Cortanze Alain LeGuellec   | Alpine A210                  | Renault-Gordini 1.3L I4 | 318  |
| 11   | GT 5.0 | 28 | Scuderia Filipinetti           | Dieter Spoerry Rico Steinemann      | Ferrari 275 GTB/C            | Ferrari 3.3L V12        | 317  |
| 12   | P 1.3  | 48 | Ecurie Savin-Calberson         | Roger Delageneste Jacques Cheinisse | Alpine A210                  | Renault-Gordini 1.3L I4 | 311  |
| 13   | P 1.6  | 45 | Société des Automobiles Alpine | Mauro Bianchi Jean Vinatier         | Alpine A210                  | Renault-Gordini 1.5L I4 | 311  |
| 14   | GT 2.0 | 42 | Auguste Veuillet               | Robert Buchet Herbert Linge         | Porsche 911S                 | Porsche 2.0L Flat-6     | 308  |
| 15   | P 1.3  | 51 | Donald Healey Motor Company    | Clive Baker Andrew Hedges           | Austin-Healey Sprite Le Mans | BMC 1.3L I4             | 289  |
| 16   | P 1.3  | 64 | Ecurie du Maine                | Marcel Martin Jean Mesange          | Abarth 1300OT                | Fiat 1.3L I4            | 262  |

### Nie ukończyli
| Poz. | Klasa   | Nr | Zespół                                            | Kierowcy                                 | Nadwozie                          | Silnik                  | Okr. |
| ---- | ------- | -- | ------------------------------------------------- | ---------------------------------------- | --------------------------------- | ----------------------- | ---- |
| 17   | P 5.0   | 19 | SpA Ferrari SEFAC                                 | Günter Klass Peter Sutcliffe             | Ferrari 330 P4                    | Ferrari 4.0L V12        | 296  |
| 18   | P +5.0  | 57 | Shelby-American Inc.                              | Ronnie Bucknum Paul Hawkins              | Ford GT40 Mk.IIB                  | Ford 7.0L V8            | 271  |
| 19   | P +5.0  | 7  | Chaparral Cars Inc.                               | Phil Hill Mike Spence                    | Chaparral 2F                      | Chevrolet 7.0L V8       | 225  |
| 20   | P 1.3   | 47 | Société des Automobiles Alpine                    | Jean-Claude Andruet Robert Bouharde      | Alpine A210                       | Renault-Gordini 1.3L I4 | 219  |
| 21   | P 5.0   | 23 | Maranello Concessionaires                         | Richard Attwood Piers Courage            | Ferrari 412P                      | Ferrari 4.0L V12        | 208  |
| 22   | P 1.15  | 56 | Ecurie Savin-Calberson                            | Gérard Larrousse Patrick Depailler       | Alpine A210                       | Renault-Gordini 1.0L I4 | 204  |
| 23   | P 1.15  | 55 | North American Racing Team (NART)                 | Jean-Luc Thérier Francois Chevalier      | Alpine M64                        | Renault-Gordini 1.0L I4 | 201  |
| 24   | P +5.0  | 3  | Holman & Moody                                    | Mario Andretti Lucien Bianchi            | Ford GT40 Mk.IV                   | Ford 7.0L V8            | 188  |
| 25   | P +5.0  | 6  | Holman & Moody Ford France S.A.                   | Jo Schlesser Guy Ligier                  | Ford GT40 Mk.IIB                  | Ford 7.0L V8            | 183  |
| 26   | S 5.0   | 16 | Ford France S.A.                                  | Pierre Dumay Henri Gréder                | Ford GT40 Mk.I                    | Ford 4.7L V8            | 179  |
| 27   | P +5.0  | 5  | Holman & Moody                                    | Roger McCluskey Frank Gardner            | Ford GT40 Mk.IIB                  | Ford 7.0L V8            | 179  |
| 28   | GT +5.0 | 9  | Dana Chevrolet Inc.                               | Bob Bondurant Dick Guldstrand            | Chevrolet Corvette                | Chevrolet 7.0L V8       | 167  |
| 29   | P 2.0   | 29 | Equipe Matra Sports                               | Jean-Pierre Beltoise Johnny Servoz-Gavin | Matra MS630                       | BRM 2.0L V8             | 155  |
| 30   | P 5.0   | 25 | North American Racing Team (NART)                 | Pedro Rodríguez Giancarlo Baghetti       | Ferrari 412P                      | Ferrari 4.0L V12        | 144  |
| 31   | GT 2.0  | 67 | Pierre Boutin                                     | Pierre Boutin Patrice Sanson             | Porsche 911S                      | Porsche 2.0L Flat-6     | 134  |
| 32   | GT 2.0  | 60 | Philippe Farjon                                   | Philippe Farjon André Wicky              | Porsche 911S                      | Porsche 2.0L Flat-6     | 126  |
| 33   | S 5.0   | 18 | Scuderia Filipinetti                              | Umberto Maglioli Mario Casoni            | Ford GT40 Mk.I                    | Ford 4.7L V8            | 116  |
| 34   | P 5.0   | 20 | SpA Ferrari SEFAC                                 | Chris Amon Nino Vaccarella               | Ferrari 330 P3 Spyder             | Ferrari 4.0L V12        | 105  |
| 35   | P 2.0   | 40 | Porsche System Engineering                        | Gerhard Mitter Jochen Rindt              | Porsche 907/6L                    | Porsche 2.0L Flat-6     | 103  |
| 36   | P +5.0  | 8  | Chaparral Cars Inc.                               | Bob Johnson Bruce Jennings               | Chaparral 2F                      | Chevrolet 7.0L V8       | 91   |
| 37   | P 5.0   | 22 | Scuderia Filipinetti                              | Jean Guichet Herbert Müller              | Ferrari 412P                      | Ferrari 4.0L V12        | 88   |
| 38   | P +5.0  | 4  | Holman & Moody                                    | Denny Hulme Lloyd Ruby                   | Ford GT40 Mk.IV                   | Ford 7.0L V8            | 86   |
| 39   | P 2.0   | 39 | Porsche System Engineering                        | Udo Schütz Joe Buzzetta                  | Porsche 910/6L                    | Porsche 2.0L Flat-6     | 84   |
| 40   | P 1.15  | 58 | Société des Automobiles Alpine                    | Philippe Vidal Leo Cella                 | Alpine A210                       | Renault-Gordini 1.0L I4 | 67   |
| 41   | P +5.0  | 14 | John Wyer Automotive Engineering                  | David Piper Richard Thompson             | Mirage M1 (Ford GT40 Lightweight) | Ford 5.7L V8            | 59   |
| 42   | GT 5.0  | 17 | Claude Dubois                                     | Claude Dubois Chris Tuerlinckx           | Ford-Shelby Mustang GT350         | Ford 4.7L V8            | 58   |
| 43   | P 2.0   | 30 | Equipe Matra Sports                               | Jean-Pierre Jaussaud Henri Pescarolo     | Matra MS630                       | BRM 2.0L V8             | 55   |
| 44   | P 1.6   | 44 | Team Elite                                        | David Preston John Wagstaff              | Lotus Europa Mk.47                | Ford Cosworth 1.6L I4   | 42   |
| 45   | P 1.15  | 53 | S.E.C. Automobiles CD                             | André Guilhaudin Alain Bertaut           | CD SP66C                          | Peugeot 1.1L I4         | 35   |
| 46   | P 5.0   | 26 | North American Racing Team (NART)                 | Ricardo Rodríguez Chuck Parsons          | Ferrari 365 P2                    | Ferrari 4.4L V12        | 30   |
| 47   | P +5.0  | 15 | John Wyer Automotive Engineering                  | Jacky Ickx Brian Muir                    | Mirage M1 (Ford GT40 Lightweight) | Ford 5.7L V8            | 29   |
| 48   | P 1.15  | 52 | S.E.C. Automobiles CD                             | Dennis Dayan Claude Ballot-Léna          | CD SP66C                          | Peugeot 1.1L I4         | 25   |
| 49   | P +5.0  | 12 | Lola Cars Ltd. / Team Surtees                     | Peter de Klerk Chris Irwin               | Lola T70 Mk.III                   | Aston Martin 5.0L V8    | 25   |
| 50   | S 5.0   | 62 | John Wyer Automotive Engineering / Viscount Downe | Mike Salmon Brian Redman                 | Ford GT40 Mk.I                    | Ford 4.7L V8            | 20   |
| 51   | P 1.15  | 54 | Roger Nathan Racing Ltd.                          | Roger Nathan Mike Beckwith               | Costin Nathan                     | Hillman 1.0L I4         | 15   |
| 52   | P 1.3   | 50 | Marcos Racing Ltd.                                | Chris Lawrence Jem Marsh                 | Marcos Mini Marcos GT             | BMC 1.3L I4             | 13   |
| 53   | P +5.0  | 11 | Lola Cars Ltd. / Team Surtees                     | John Surtees David Hobbs                 | Lola T70 Mk.III                   | Aston Martin 5.0L V8    | 3    |
| 54   | GT 2.0  | 43 | „Franc”                                           | Jacques Dewes Anton Fischhaber           | Porsche 911S                      | Porsche 2.0L Flat-6     | 2    |